# Serguéi Navashin
Serguéi Gavrílovich Navashin (en ruso: Сергей Гаврилович Навашин; 14 de diciembre de 1857 - 10 de diciembre de 1930) fue un biólogo ruso.
Descubrió la doble fertilización en plantas en 1898.
- La abreviatura «Navashin» se emplea para indicar a Serguéi Navashin como autoridad en la descripción y clasificación científica de los vegetales.[2]

## Biografía
En 1874  entra en la Academia Médico Quirúrgica en San Petersburgo y trabaja en la química en el laboratorio de Aleksandr Borodín.
En 1878 se traslada a la Universidad de Moscú, obtiene el grado Candidato en 1881 en Química. Bajo la influencia de Kliment Timiriázev y de V. Zinger comienza a estudiar Botánica. Recibe un puesto de ayudante de laboratorio en la cátedra de Fisiología Vegetal y más tarde (1885) en la Academia Agrícola Petrovskaya.
En 1894 se le invita a trabajar en la cátedra de Sistemática y Morfología de la Universidad de Kiev y durante 1894-1914 trabaja como director del Jardín botánico de la Universidad de Kiev.
En 1896 defiende su tesis doctoral en la Universidad de Odessa.
Entre 1918-1923 es profesor de la Universidad Estatal de Tiflis (Georgia).
En 1923 funda el Instituto Biológico Timiryazev en Moscú, que dirigió hasta 1929.